# Manchester-by-the-Sea
|  | Per a altres significats, vegeu «Manchester by the Sea (pel·lícula)». |

Manchester-by-the-Sea és una població dels Estats Units a l'estat de Massachusetts. Segons el cens del 2000 tenia 5.228 habitants.

## Demografia
Segons el cens del 2000, Manchester-by-the-Sea tenia 5.228 habitants, 2.168 habitatges, i 1.435 famílies. La densitat de població era de 217,3 habitants/km².
Dels 2.168 habitatges en un 29,6% hi vivien nens de menys de 18 anys, en un 55,7% hi vivien parelles casades, en un 8,1% dones solteres, i en un 33,8% no eren unitats familiars. En el 27,5% dels habitatges hi vivien persones soles l'11,8% de les quals corresponia a persones de 65 anys o més que vivien soles. El nombre mitjà de persones vivint en cada habitatge era de 2,4 i el nombre mitjà de persones que vivien en cada família era de 2,96.
Per edats la població es repartia de la següent manera: un 23,9% tenia menys de 18 anys, un 4,4% entre 18 i 24, un 24% entre 25 i 44, un 31,2% de 45 a 60 i un 16,4% 65 anys o més.
L'edat mediana era de 44 anys. Per cada 100 dones de 18 o més anys hi havia 86,8 homes.
La renda mediana per habitatge era de 73.467 $ i la renda mediana per família de 93.609$. Els homes tenien una renda mediana de 68.466 $ mentre que les dones 37.981$. La renda per capita de la població era de 47.910$. Entorn del 3,6% de les famílies i el 4,8% de la població estaven per davall del llindar de pobresa.